# أوغينيوز رومر
أوغينيوز رومر (بالبولندية: Eugeniusz Romer) هو جيوسياسي وجغرافي وأستاذ جامعي بولندي، ولد في 3 فبراير 1871 في لفيف في أوكرانيا، وتوفي في 28 يناير 1954 في كراكوف في بولندا.